# Fernando Fernández de Córdova y Mendoza
Frey Fernando Fernández de Córdova y Mendoza (... – Valladolid, 1550) è stato un umanista spagnolo.
È stato uno dei personaggi più influenti del XVI secolo in Spagna, essendo stato "Portatore delle Chiavi" (Clavero) dell'Ordine militare di Calatrava, presidente del Real Consiglio degli Ordini Militari e fondatore dell'Università di Almagro.
Il suo spirito umanistico e il suo spirito mecenate gli ha permesso di essere uno dei più grandi impulsori delle idee del rinascimento in Spagna. Ha fondato un monastero francescano e domenicano nella cittadina di Almagro intitolato alla Madonna del Rosario.